# Belgrave (Staffordshire)
Belgrave – dzielnica miasta Tamworth, w Anglii, w Staffordshire, w dystrykcie Tamworth. W 2011 miejscowość liczyła 7664 mieszkańców.